# Émile Zuccarelli
Émile Zuccarelli, (Bastia, Alta Còrsega, 4 d'agost de 1940) és un polític cors. És president d'honor del Partit Radical d'Esquerra. Fou elegit diputat per primer cop el 16 de març de 1986, i ha estat reelegit des d'aleshores fins al 17 de juny de 2007. Des del 1989 també és alcalde de Bastia.

## Biografia
Es llicencià a l'Escola Politècnica. Fou director general adjunt de les assegurances "Présence" abans de dedicar-se a la política com a reacció als fets d'Aleria.
El 1982 fou nomenat vicepresident de l'Assemblea de Còrsega, encarregat dels transports, i diputat a l'Assemblea Nacional Francesa per l'Alta Còrsega el 1986, escó que va mantenir fins al 2007. El 1989 fou escollit també alcalde de Bastia. Va assolir una forta implantació local i es va oposar fermament als independentistes corsos, la qual cosa el va fer objectius d'alguns atemptats. Membre de l'ala republicana del Partit Radical d'Esquerra, ha participat en el Grup dels Dotze, un col·lectiu de diputats de dret i esquerra dirigents d'empreses. Fou ministre de Correus i Telecomunicacions el 1992-1993 del govern de Bérégovoy, on defensà el servei públic de les PTT. Després fou ministre de la funció pública, però quan es va dur a terme la reforma de l'Estat i la descentralització en el govern de Lionel Jospin va dimitir el 27 de març de 2000 perquè considerava que es feia concessions als nacionalistes.
Va esdevenir portaveu del MRG sota la presidència de François Doubin, el 1986, i després president del partit el 1989 - 1992. El 1995 s'oposà a la candidatura presidencial de Jean-François Hory i es va unir a l'equip electoral de Lionel Jospin al Partit socialista. Després de la derrota de Jean-François Hory, fou nomenat president delegat del Partit radical-socialista (PRS, ex-MRG) i encarregat de les negociacions electorals amb Lionel Jospin al PS.
Principal dirigent de l'oposició interna a Jean-Michel Baylet al si del PRG, es va apropar al moviment republicà d'esquerres en defensar la candidatura de Jean-Pierre Chevènement a les eleccions presidencials de 2002, amb el que compartia la mateixa visió de Còrsega dins al República, alhora que el PRG presentà un candidat que pretenia combatre el comunitarisme, Christiane Taubira.
Força conscienciat en la qüestió corsa, encarna la defensa dels valors republicans contra les derives autonomistes i al separatisme. El 2000 la seva oposició a negociar amb els nacionalistes corsos que refusen condemnar la violència i els atemptats terroristes li valdrà ser exclòs del govern de Lionel Jospin.
Després del referèndum del 6 de juliol de 2003 organitzat a Còrsega per Nicolas Sarkozy (amb suport del Partit Socialista i els principals diaris), fou el principal artífex de la victòria del no. El resultat fou considerat com una victòria per la República i un fracàs de Sarkozy, dels socialistes comunitaristes i dels nacionalistes corsos.
A les eleccions a l'Assemblea de Còrsega de 2004 encapçalà la llista esquerrana Còrsega dins la República. Però el seu rebuig a fer concessions als nacionalistes corsos i la defecció que patí de la llista dirigida per l'altre diputat del PRG de l'Alta Còrsega, Paul Giacobbi, li impedí assolir la presidència de l'Assemblea de Còrsega. Tot i això, és considerat el líder de l'esquerra a Còrsega i referència dels republicans insulars.
Partidari d'una Europa federal, democràtica i social, ha apel·lat a votar no en el referèndum del 29 de maig de 2005 al projecte de Tractat Constitucional Europeu (TCE), tot denunciant-ne el seu contingut ultraliberal . El no va obtenir el 56% dels vots a Còrsega.
Per la seva banda, demanà al Govern i al Parlament d'assumir les conseqüències de la victòria del no i tirar enrere una proposició de llei constitucional tendint a suprimir l'article de la Constitució francesa segons el qual la República podia ratificar el TCE. Efectivament, si aquest article es manté, un govern podria tenir la temptació d'adoptar el tractat per via parlamentària.
A les eleccions presidencials de 2007, va donar suport la candidatura de Ségolène Royal qui, quan va visitar Bastia el juliol de 2006, es va comprometre a no reobrir el debat institucional a l'illa.
El 17 de juny de 2007 va perdre l'escó de diputat en profit de Sauveur Gandolfi-Scheit (UMP) en obtenir el 46,11% dels vots, en unes eleccions on els nacionalistes corsos havien considerat la desfeta de Zuccarelli prioritat absoluta. No obstant això, fou reelegit alcalde de Bastia el 16 de març de 2008 amb el 57% dels sufragis.

## Mandats
- 02/04/1986 - 08/07/1986 : diputat de l'Alta Còrsega
- 25/08/1986 - 14/05/1988: diputat de l'Alta Còrsega
- 13/06/1988 - 02/05/1992: diputat de l'Alta Còrsega
- 20/03/1989 - 18/06/1995: alcalde de Bastia (Alta Còrsega)
- 03/04/1992 - 29/03/1993: ministre de Correus i Telecomunicacions
- 02/04/1993 - 21/04/1997: diputat de l'Alta Còrsega
- 19/06/1995 - 18/03/2001: membre del consell municipal de Bastia (Alta Còrsega)
- 19/06/1995 - 25/07/1997 : alcalde de Bastia (Alta Còrsega)
- 01/06/1997 - 04/07/1997 : diputat de l'Alta Còrsega
- 04/06/1997 - 27/03/2000: ministre de la Funció Pública, de la Reforma de l'Estat i de la Descentralització en el govern de Lionel Jospin
- 26/07/1997 - 28/05/2000 : adjunt a l'alcalde de Bastia (Alta Còrsega)
- 16/03/1998 - 01/07/2002: membre de l'Assemblea de Còrsega
- 29/05/2000 - 18/03/2001 : alcalde de Bastia (Alta Còrsega)
- 21/03/2004 - 21/12/2004 : membre de l'Assemblea de Còrsega
- des de 18/03/2001 : alcalde de Bastia (Alta Còrsega)
- des de 01/01/2002: President de la Comunitat de l'Aglomeració de Bastia
- 18/06/2002 - 17/06/2007: diputat de l'Alta Còrsega
- des de 16/03/2008: alcalde de Bastia (Alta Còrsega)